# Decreto Crémieux

El Decreto Crémieux (pronunciación en francés:(/kʁemjø/)fue una ley que otorgó la ciudadanía francesa a la mayoría de la población judía en la Argelia francesa (alrededor de 35.000), firmado por el Gobierno de Defensa  Nacional el 24 de octubre de 1870 durante la guerra franco-prusiana. Lleva el nombre del abogado judío francés y ministro de Justicia Adolphe Crémieux. El decreto convirtió automáticamente a los judíos argelinos nativos en ciudadanos franceses, mientras que sus vecinos árabes musulmanes y bereberes fueron excluidos y permanecieron bajo el estatus de indígena de segunda clase descrito en el Code de l'Indigénat. Los argelinos musulmanes podían, en papel, solicitar individualmente la ciudadanía francesa, pero esto requería que renunciaran formalmente al Islam y sus leyes y  además sus solicitudes rara vez eran aceptadas. Eso preparó el escenario para el deterioro de las relaciones entre las comunidades musulmana y judía, con tensiones aumentadas por la discriminación de la administración colonial entre nativos y ciudadanos. Esto finalmente resultó fatídico en la Guerra de Independencia de Argelia de 1954-1962, después de la cual la gran mayoría de los judíos de Argelia emigró a Francia.

## Terminología
Los decretos de Crémieux se denominan así en honor a su primer firmante, el abogado y político francés Adolphe Crémieux (1796-1880), entonces Ministro de Justicia del Gobierno de Defensa Nacional , encargado de los asuntos de Argelia , y presidente de la delegación del gobierno provisional con sede en Tours.

## Historia
Los judíos comenzaron a emigrar a Argelia durante el período romano. La inquisición española condujo a una afluencia de migración judía. En 1865, el Senatus-Consult revisó las leyes de ciudadanía, permitiendo que los judíos y musulmanes argelinos indígenas solicitaran la ciudadanía francesa. La razón era la asimilación con la cultura francesa. La cultura argelina se enorgullecía de sus prácticas consuetudinarias y, como resultado, las tasas de aplicación eran bajas.En este momento, Francia se centró en asimilar a las personas colonizadas en ciudadanos franceses, con el objetivo de deportar una colonia francesa próspera al Canadá francés. Dado que los judíos europeos ya residían en Francia, los franceses creían que los judíos argelinos eran más fáciles de convertir a los franceses debido a que tenían otros sefardíes (judíos portugueses, como la madre de Crémieux) y también hermanos ashkenazíes en Francia. Los judíos habían ganado reconocimiento en Francia como un medio de control: el gobierno francés se dio cuenta de que al permitir las prácticas asquenazíes, podían nombrar rabinos principales para instalarse, con el deber de “inculcar la obediencia incondicional a las leyes, la lealtad a Francia y la obligación para defenderlo”. Para 1845, habían otorgado el mismo sistema de permisos a Argelia en un esfuerzo por la "civilización", ya que los judíos argelinos locales eran vistos como no completamente civilizados. Francia ya había otorgado la ciudadanía a los judíos sefardíes de Francia en 1790, y casi dos años después, en septiembre de 1791, a sus correligionarios ashkenazíes que eran vistos como menos franceses en ese momento.[7] Al otorgar la ciudadanía a los judíos argelinos, los franceses creían que los judíos locales abandonarían sus tradiciones y se volverían leales a Francia. La intención era la rápida aculturación de los judíos argelinos en judíos franceses.
Fue firmado como Decreto 136 de 1870 por Adolphe Crémieux como Ministro de Justicia, Léon Gambetta como Ministro del Interior, Alexandre Glais-Bizoin y Martin Fourichon como ministro naval y colonial. Los ministros eran miembros del gobierno militar de Tours, el Gouvernement de la Défense nationale, ya que Francia aún estaba en guerra y el gobierno provisional tenía su sede en Tours. La revuelta musulmana de 1871 generó desconfianza en los indígenas no judíos, ya que estableció que no respetarían la autoridad francesa. Esto amplificó el deseo francés de intentar la asimilación de los judíos argelinos sobre otras comunidades indígenas, ya que sintieron que encontrarían menos resistencia.
Al mismo tiempo, se confirmó el régimen de naturalización en la Argelia francesa en el Decreto 137, determinando que los musulmanes no son ciudadanos franceses en la colonia francesa de Argelia. El objetivo era mantener el statu quo, la soberanía de Francia sobre sus colonias del norte de África. Cinco años más tarde, en 1875, esto se confirmó en el marco del Code de l'indigénat.
Los Decretos 136 y 137 se publicaron en el Boletín Oficial de la Ciudad de Tours (Boletín officielle de la ville de Tours) el 7 de noviembre de 1870.
Entre 1940-1943, el Decreto Crémieux fue abolido bajo el régimen de Vichy.

## Efectos del Decreto Crémieux en otras zonas del Magreb
Túnez
Los judíos de Túnez, que esperaban una nueva edición de la ley después de la conquista francesa de la Régence de Tunis en 1881, se sintieron decepcionados. Sin embargo, a partir de 1910 Francia permitió las naturalizaciones individuales[9] también para contrarrestar los reclamos territoriales de Italia con un mayor número de franceses en el país,ya que Italia renovó repetidamente dichos reclamos. en las décadas de 1920 y 1930 y 1926 culminó en amenazas de anexión. Sin embargo, la condición era que los solicitantes hubieran realizado el servicio militar para Francia durante tres años o que hubieran sido funcionarios públicos franceses en Túnez durante tres años. Incluso aquellos que habían hecho una campaña especial por Francia podían aspirar a la naturalización. Entre 1911 y el inicio de la Segunda Guerra Mundial alrededor de 7000 judíos tunecinos y sus familias aparentemente cumplieron estas condiciones y se naturalizaron, lo que correspondía a una cuarta parte de la población judía total. En 1956, el año de la independencia del país, el número de personas naturalizadas había llegado a casi 20.000 de los más de 100.000 judíos que había en Túnez en ese momento.
Marruecos
En Marruecos, la solicitud fue repetidamente rechazada por la administración militar francesa bajo el mando del mariscal Hubert Lyautey y apenas se concedieron naturalizaciones individuales a los judíos marroquíes. El historiador Élie Barnavi escribe sobre ellos: La colonización francesa había acelerado la desintegración de las estructuras tradicionales de su comunidad, dándoles -aparte de una pequeña élite- a cambio sólo un sustituto cultural europeo suficiente para separarlos de sus orígenes, pero no lo suficiente.

## Consecuencias del Decreto
En el transcurso de una generación, la mayoría de los judíos argelinos llegaron a hablar francés y adoptar la cultura francesa en su totalidad. Los conflictos entre la ley religiosa judía sefardí y los escritos de la ley francesa privaron de sus derechos a los miembros de la comunidad mientras intentaban navegar por un sistema legal en desacuerdo con su práctica establecida. El ejército francés ya no tenía el control total de la vida civil, ya que los judíos eran vistos como iguales. Los sentimientos de superioridad racial se apoderaron de los franceses en Argelia, creando un mecanismo de defensa: los colonos franceses se negaron a aceptar a los judíos como ciudadanos, creando una ola de antisemitismo que empeoró cada vez más hasta mediados del siglo XX. Esto condujo a una división después de la conquista de M'zab en 1882, donde el gobierno francés clasificó a los judíos del sur de Argelia y los judíos del norte de Argelia como entidades distintas, reconociendo los derechos solo de los últimos, mientras trataba a los primeros como argelinos indígenas.
La Francia de Vichy abolió el decreto en octubre de 1940, al mismo tiempo que promovía leyes antijudías en la Francia metropolitana. Después de los desembarcos angloamericanos en Argelia y Marruecos en noviembre de 1942, los aliados mantuvieron inicialmente en el poder al almirante vichyista Darlan y no derogó las leyes de Vichy. Después del asesinato de Darlan el 24 de diciembre de 1942, el general Giraud fue nombrado comandante en jefe civil y militar de Francia y, el 14 de marzo de 1943, revocó las leyes antisemitas de Vichy y restableció el decreto de Crémieux. Permaneció vigente hasta que Argelia ganó su independencia en 1962 y la mayoría de la población judía argelina se mudó a Francia.

## Texto del decreto
República Francesa
Núm. 136. - Declara ciudadanos franceses a los judíos residentes en Argelia.
24 de octubre de 1870.
El Gobierno de Defensa Nacional; 
Decreta:
Los judíos indígenas de los departamentos de Argelia son declarados ciudadanos franceses; por lo tanto, su estado actual y personal serán, después de la promulgación de este decreto, regulados por la ley francesa, permaneciendo inviolables los derechos adquiridos hasta la fecha.
Queda derogada toda disposición legislativa, cualquier Senado-Consulto, Decreto, Reglamento u Ordenanza en contrario.
Dado en Tours, el 24 de octubre de 1870
Anuncio firmado. Crémieux, L. Gambetta, AL. Glais-Bizoin, L. Fourichon